# Rubiteucris palmata
Rubiteucris palmata là một loài thực vật có hoa trong họ Hoa môi. Loài này được (Benth. ex Hook.f.) Kudô miêu tả khoa học đầu tiên năm 1929.